# 花の女子校 聖カトレア学園
『花の女子校 聖カトレア学園』（はなのじょしこう セントカトレアがくえん）は、1985年4月10日から同年7月3日までテレビ東京系列局で放送されていたテレビドラマである。テレビ東京とオフィス・ヘンミの共同製作。放送時間は毎週水曜 20:00 - 20:54 （日本標準時、以下同）、初回のみ19:00 - 20:54の2時間スペシャルで放送。
この項目では、1985年7月10日から同年10月2日まで同系列局で放送されていた『花の聖カトレア学園』（はなのセントカトレアがくえん）、および1985年10月16日から1986年3月26日まで放送されていた『新・花の聖カトレア学園』（しん・はなのセントカトレアがくえん）についても触れる。

## 概要
バラエティ番組の要素を併せ持っていた若者向けのコメディドラマ。80年代の半ばらしくかなりスラップスティックなつくりで、スタジオに構えたセットでのVTR収録ゆえにアドリブによる台詞が連発したり、その場のノリで本筋とは関係ないコントが延々と続いたりして物語自体が破綻することも度々あった。
ドラマ本編から独立した幾つかのコーナーもあり、曲調に関係なく毎回レオタードを着たダンサーをバックにした出演者による持ち歌コーナーのほか、コント赤信号が街へ繰り出し、出演者と同世代の少女にドラマの衣装になっている制服（修道女のシスター服がモチーフ）に着替えさせるロケコーナーなどがあった。
本作はRIKACO、鳥越マリ、森尾由美、桑田靖子、堀江しのぶなどを中心となる生徒役に起用し、そこに花の82年組の早見優、松本伊代、三田寛子などを不定期出演の上級生役に配置して中心メンバーを支えさせていた。フジテレビは同時期にかの『夕やけニャンニャン』をスタートさせていたが、同じ女子高生を番組のコンセプトにしながらも、同番組とは違って（ドラマ部分においては）素人を出演者に起用していなかった。
前述の通り、ホームドラマや時代劇を得意とするテレビプロデューサー・逸見稔が率いるオフィス・ヘンミが番組製作に携わっていた。それゆえに遠藤太津朗や船戸順など、若者向けのドラマやバラエティ番組には滅多に出ない役者がレギュラーで参加したり、ホームドラマや時代劇を中心に活動していた役者を（前述の講義のコーナーに招いたゲストとは別に）本筋のドラマパートにキャスティングしていた。
番組は1985年7月に放送時間を1時間繰り上げた。同時に江端兄弟が男子生徒役で参入したため、番組は『花の聖カトレア学園』と題してリニューアルした（厳密にはまず7月3日放送分をもって1時間繰り上げ、7月10日放送分から前述のタイトルを使用するという形）。
さらに番組は同年10月2日放送分をもって同タイトルでの放送を終了。改編期特番のために1週放送を空けた後、10月16日から再び同時間帯で『新・花の聖カトレア学園』と題して放送された。このリニューアルで、それまでメインキャストを務めていた鳥越マリが降板し、替わってダンプ松本、クラッシュギャルズ、高木ブーらが参入するなど、前番組の設定を活かしながらも一部メンバーの入れ替えを行った。

## 内容
私立の全寮制ミッションスクール、カトレア学園は穏健な園長（菅井きん）の下、大らかな環境なのだが、その実態は経営不振で危うい。ノー天気な新入生のマリ（鳥越マリ）、由美（森尾由美）、靖子（桑田靖子）らもさすがに先行き不安だ。そこに悪徳新理事長・金田（遠藤太津朗）が乗り込んできた。さっさと学園を潰してソープランドにするべく無理難題を押しつけてくる。生徒達は学園を救おうと立ち上がり、あの手この手で理事長一派を懲らしめていく。亡き先代園長の忠太郎（荒井注）も霊となって出てきて加勢し、学園は大騒ぎの毎日となるのだった。

## 出演者
| - 鳥越マリ - 森尾由美 - 桑田靖子 - 早見優 - 松本伊代 - 三田寛子 - 村上里佳子 - 森口博子 | - 橋本美加子 - 岡本舞子 - 高橋利奈 - 徳丸純子 - 松尾久美子 - 野沢直子 - 堀江しのぶ - 麻生真美子 & キャプテン | - 江端兄弟 - しのざき美知 - 高木ブー - 小松政夫 - コント赤信号 - 羽賀健二 - 野々村真 - 大仁田厚 - 石倉三郎 | - 荒井注 - 斉藤ゆう子 - 塩沢とき - 遠藤太津朗 - 船戸順 - 菅井きん - 神谷明 - ナレーターを担当。 |

## スタッフ
- 原案：葉村彰子
- 脚本：田村隆、岡部俊夫
- 演出：上村達也
- 音楽：馬飼野康二